# Belenois gidica

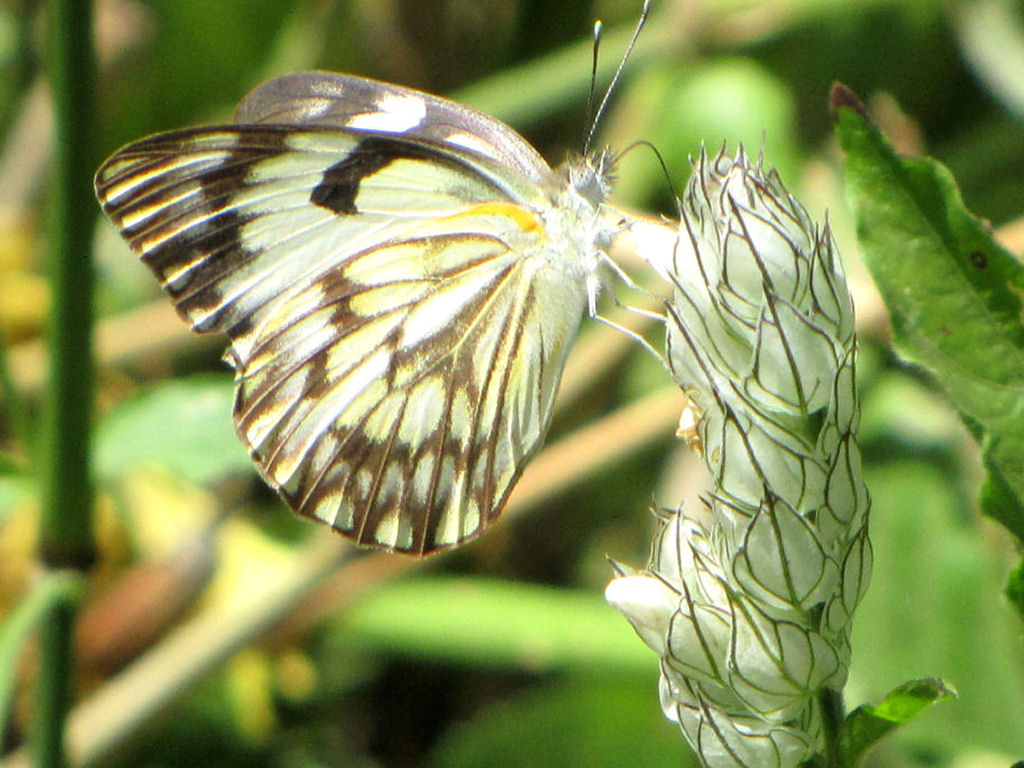
Taken ở Vườn quốc gia Lake Manyara, Tanzania

Belenois gidica (tên tiếng Anh African Veined White hoặc Pointed Caper) là một loài bướm thuộc họ Pieridae. Chúng được tìm thấy ở vùng sinh thái châu Phi nhiệt đới.
Sải cánh dài 40–55 mm đối với con đực và 40–53 mm đối với con cái. Loài bướm này bay quanh năm.
Ấu trùng ăn các loài Boscia, Capparis, và Maerua.

## Hình ảnh

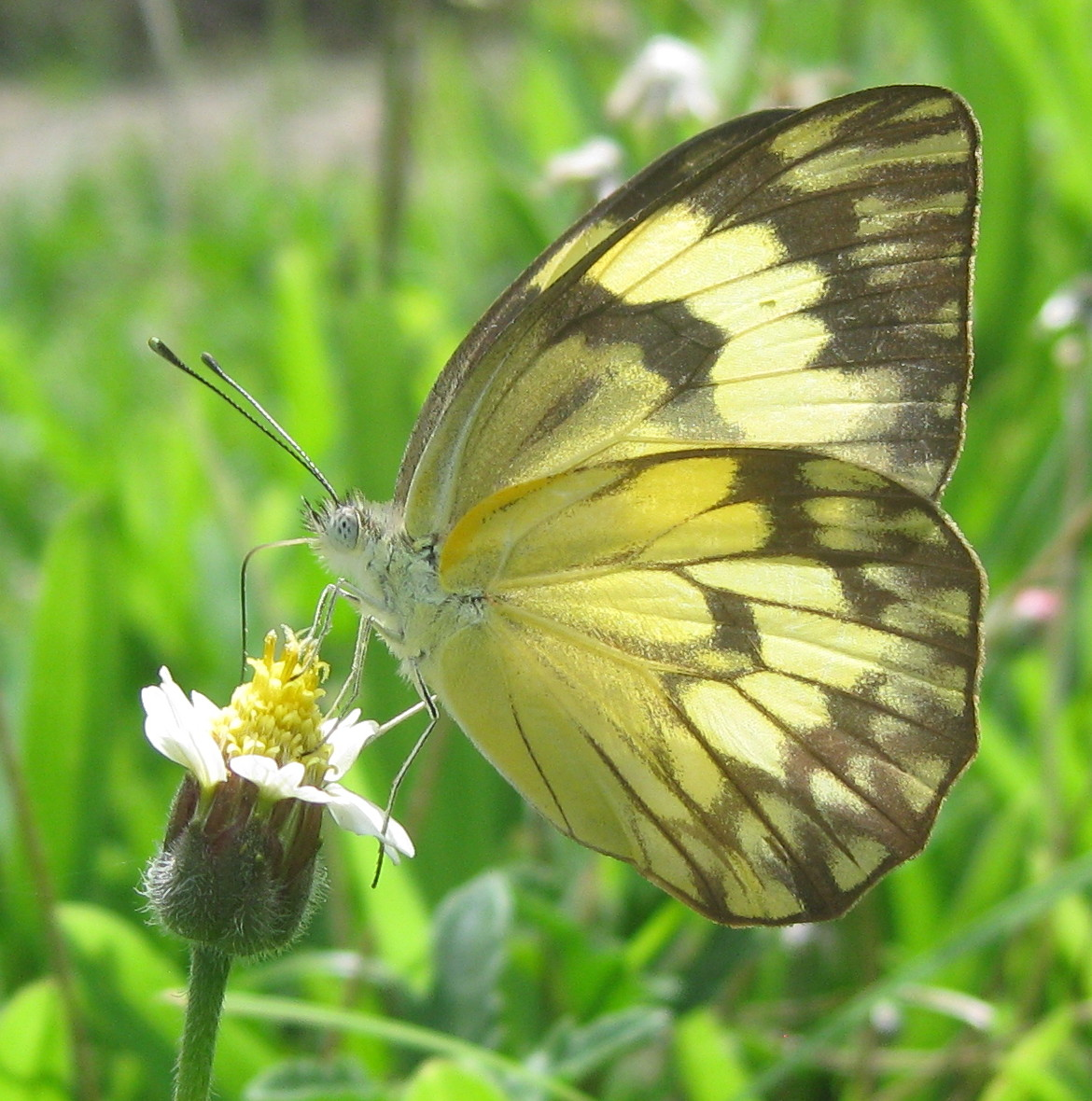

## Phụ loài
Các phụ loài sau được công nhận:
- B. g. gidica
- B. g. hypoxantha
- B. g. abyssinica